# Lebosari
Lebosari is een bestuurslaag in het regentschap Kendal van de provincie Midden-Java, Indonesië. Lebosari telt 2509 inwoners (volkstelling 2010).